# 보미주

보미주

보미주(영어: Bomi County)는 라이베리아 북서부에 위치한 주로 주도는 터브만버그이며 면적은 1,942km2, 인구는 82,036명(2008년 인구 조사 기준), 인구 밀도는 42.2명/km2이다. 서쪽으로는 그랜드케이프마운트주, 북쪽으로는 바르폴루주, 남동쪽으로는 몽세라도주와 접하며 남쪽으로는 대서양과 접한다. 4개 구를 관할한다.